# HD50627
HD50627 — хімічно пекулярна зоря спектрального класу
A0 й має видиму зоряну величину в смузі V приблизно 10,6.

## Пекулярний хімічний вміст
Зоряна атмосфера HD50627 має підвищений вміст 
Eu
.